# Johnson Semedo
Johnson Semedo (São Tomé e Príncipe, 1972 – Amadora, 30 de novembro de 2022), foi um treinador de futsal e defensor da inclusão, conhecido por ter criado a Academia Johnson, que procura dar apoio a crianças e jovens através de actividades sociais e desportivas.

## Biografia
João Semedo Tavares, mais conhecido por Johnson Semedo, nasceu em São Tomé e Príncipe em 1972 e com dois anos foi morar na Cova da Moura, onde cresceu.
Foge de casa com 10 anos e passa a viver na rua, tornando-se toxicodependente. É preso pela primeira vez com 16 anos por furto. Sai da prisão após seis mas volta a ser preso e condenado a 14 anos de prisão, sendo libertado ao fim de 10 anos. Uma vez fora da prisão decide desintoxicar-se, termina o secundário e torna-se treinador de futsal de uma equipa cujos jogadores são jovens de bairros desfavorecidos.
Em 2014, funda a Academia Johnson com o objectivo de promover a integração de ex-reclusos e dar apoio a crianças e jovens de bairros carenciados da Grande Lisboa, nomeadamente do Bairro do Zambujal, na Amadora, onde se encontra sedeada a academia. Pouco antes da sua morte, em Novembro de 2022, a Academia foi distinguida com uma Menção Honrosa do Prémio Manuel António da Mota.

## Reconhecimento
Aquando da sua morte, no dia 30 de Novembro de 2022, foram várias as entidades e personalidades portuguesas que lamentaram a sua morte. Entre elas, Marcelo Rebelo de Sousa, Presidente da República Portuguesa, que através do site oficial da presidência, apresentou as suas condolências à família e declarou que o iria condecorar a título póstumo pelo seu trabalho  pela inclusão dos jovens através do desporto. 
O presidente da Federação Portuguesa de Futebol também lamentou a sua morte, assim como Pedro Calado, antigo Alto Comissário para as Migrações.

## Obra
Escreveu o livro: 
- 2014 - Estou tranquilo: viver em liberdade após dez anos de prisão, renascer sem droga, editado pela Alêtheia Editores, ISBN 9789896226671

## Ligações Externas
- TedTalk | Johnson Semedo: A Vida é dura (2018)
- Fundação O que de  Verdade Importa | Orador Johnson Semedo
- Site oficial | Academia do Johnson
- TSF | Documentário Academia Johnson de Matilde Vieira Almeida (2019)